# Geigermätare

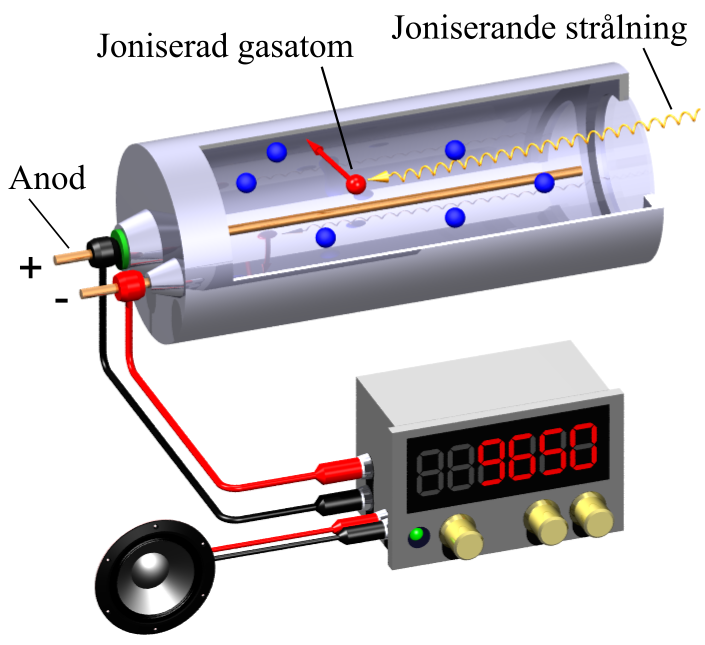
Schematisk bild av Geigerräknare. Inkommande joniserande strålning orsakar strömpulser mellan anod och katod. Pulserna registreras av en räknare som anger antalet pulser per inställd tidsperiod. Spänningen mellan rörets anod (+) och katod (-) (rörets metallhölje) kan vara 500 V

Geigermätare är ett instrument som kan mäta radioaktivitet. Huvudkomponenten i geigermätaren är Geiger-Müllerröret.
Det är vanligt att mätarna har både högtalare och sifferdisplayer för att indikera strålningsnivån och att det även finns möjlighet att stänga av ljudet. När en radioaktiv partikel träffar Geiger-Müllerröret ger mätaren ifrån sig ett knäppande ljud och ju starkare strålningen är desto intensivare blir ljudet. Vid mycket stark strålning övergår knäpparna till ett ihållande knatter. Med hjälp av knattret går det att på ett ungefär bedöma hur hög radioaktiviteten är där man befinner sig, eller hur radioaktivt ett ämne är.
De mätare som är avsedda för personligt skydd har ofta visningen i Sievert/timme och de billigare brukar endast ha ljudindikering.
Hans Geiger och Walther Müller utvecklade geigermätaren, och begreppet geigermätare finns i svensk text sedan 1952.
| Kommersiell geigermätareUtslaget på visarinstrumentet anger strålningens styrka  |  | En tidig geigermätare från 1932Denna geigermätare användes av James Chadwick som upptäckte neutronen. Den finns nu i samlingarna hos Londons Science Museum  |
| Kommersiell geigermätare Utslaget på visarinstrumentet anger strålningens styrka |  | En tidig geigermätare från 1932 Denna geigermätare användes av James Chadwick som upptäckte neutronen. Den finns nu i samlingarna hos Londons Science Museum |